# Сайпл (вулкан)
Сайпл (англ. Mount Siple) — потенційно активний щитовий вулкан в Антарктиці, висотою 3110 метрів, в північно-західній частині острова Сайпл, який відокремлений від узбережжя Бакутіса в Землі Мері Берд, шельфовим льодовиком Гетза.

## Загальні відомості

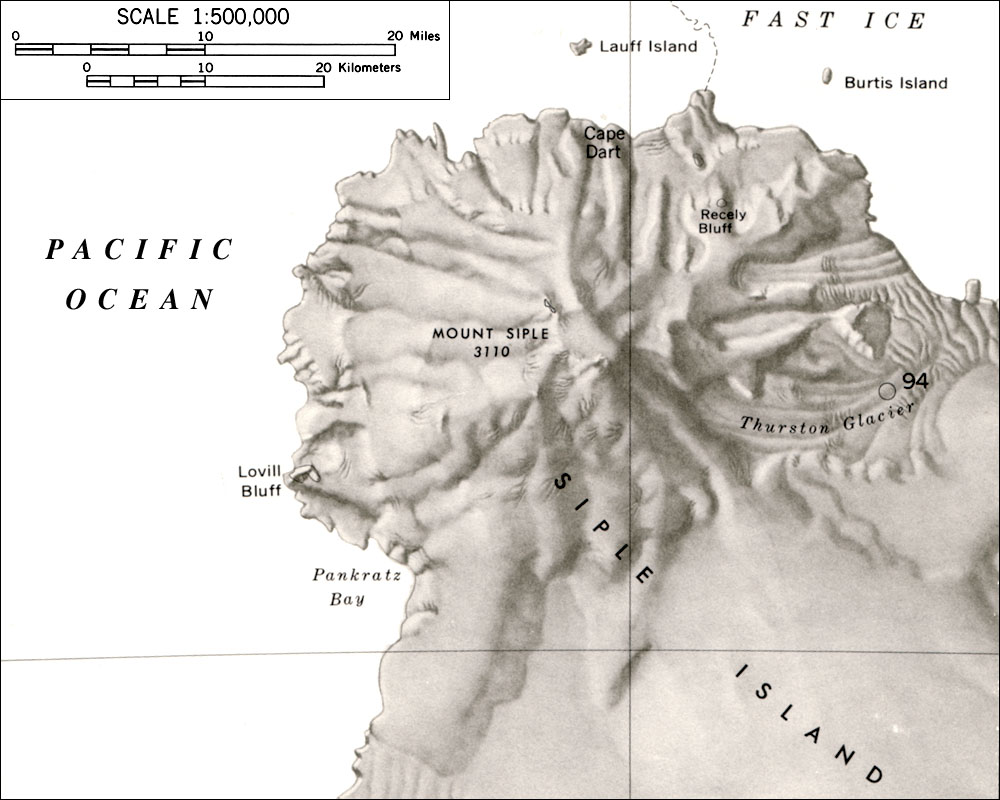
Мапа вулкана Сайпл

Вулкан був названий на честь Пола А. Сайпла (1908–1968), американського географа і дослідника Антарктики, який брав участь у шести антарктичних експедиціях, в тому числі у двох експедиціях Річарда Берда (1928–1930 і 1933–1935}, під час яких були відкриті: Берег Сайпла і острів Сайпла. Він був у команді West Base американської антарктичної служби (USAS), 1939–1941 років, і був штурманом на всіх головних дослідницьких польотах, у тому числі польоті, в якому був відкритий і досліджений вулкан Сайпл.
Дослідження вулкана засвідчило, з великою ймовірністю, що він востаннє вивергався у голоцені. Вершина увінчана кальдерою розмірами 4х5 км, і туфовими конусами, які розташовані нижче. Об'єм маси породи конуса вулкана оцінюється приблизно у 1800 кубічних кілометрів, що дорівнює масі вулкану Еребус.
Вершина, ймовірно, була підкорена, але ніяких офіційних даних про це немає. Найближча вища вершина — вулкан Гемптон, розташований за 363 км на південь від вулкана Сайпл.
Вулкан Сайпл, незважаючи на відносно зручне розташування в порівнянні з іншими районами Антарктиди, мало вивчений і мало відвідуваний, ніж багато інших, набагато віддалених вулканів. На січень 2013 року немає офіційно підтверджених даних про підкорення вулкана (Прим. 3), тому він є вершиною із найбільшою відносною висотою (3110 м), на яку не ступала нога людини.